# Võ Thị Minh Sinh
Võ Thị Minh Sinh (sinh ngày 15 tháng 12 năm 1970, người Thổ) là nữ chính trị gia nước Cộng hòa xã hội chủ nghĩa Việt Nam. Bà hiện là Phó Bí thư Tỉnh ủy Nghệ An , Trưởng đoàn Đại biểu Quốc hội khóa XV tỉnh Nghệ An, Chủ tịch Ủy ban Mặt trận Tổ quốc Việt Nam tỉnh Nghệ An,  Chủ tịch Nhóm nữ đại biểu Quốc hội và Hội đồng nhân dân tỉnh Nghệ An. 
Bà từng là Phó Trưởng Ban Tổ chức Tỉnh ủy và Bí thư Huyện ủy Quỳ Hợp. Võ Thị Minh Sinh là đảng viên Đảng Cộng sản Việt Nam, học vị Cử nhân Kế toán, Thạc sĩ Quản trị kinh doanh, Cao cấp lý luận chính trị. Bà có hơn 30 năm sự nghiệp đều công tác ở quê nhà Nghệ An.

## Xuất thân và giáo dục
Võ Thị Minh Sinh sinh ngày 15 tháng 12 năm 1970 tại xã Nghĩa An, huyện Nghĩa Đàn, tỉnh Nghệ An. Bà là người Thổ lớn lên và tốt nghiệp phổ thông ở Nghĩa Đàn, tới thủ đô Hà Nội theo học đại học từ năm 1990 và tốt nghiệp Cử nhân Hạch toán – Kế toán vào năm 1992. Từ tháng 1 năm 1998, bà học tiếng Đức tại Viện Goethe Hà Nội, đến tháng 11 thì hoàn thành, sang Đức làm thực tập sinh chuyên ngành ngoại thương và kinh tế đối ngoại. Sau đó, bà theo học cao học và nhận bằng Thạc sĩ Quản trị kinh doanh, thành thạo tiếng Thổ, sử dụng tiếng Thái và tiếng Đức. Bà được kết nạp Đảng Cộng sản Việt Nam vào ngày 22 tháng 12 năm 1994, trở thành đảng viên chính thức sau đó 1 năm, từng theo học các khóa chính trị ở Học viện Chính trị Quốc gia Hồ Chí Minh và có chứng chỉ Cao cấp lý luận chính trị.

## Sự nghiệp
Tháng 8 năm 1992, sau khi tốt nghiệp đại học, Võ Thị Minh Sinh ở về quê nhà Nghệ An, được nhận vào làm ở Công ty Kinh doanh cà phê cao su Nghệ An, một doanh nghiệp nhà nước của tỉnh, bắt đầu ở vị trí kế toán tổng hợp, đồng thời là Phó Bí thư Chi đoàn Thanh niên. Sau đó 3 năm, vào tháng 11 năm 1995, bà được điều sang Công ty Hữu Nghị Nghệ An, là Trợ lý Giám đốc kiêm Kế toán, Bí thư Đoàn Thanh niên. Trong giai đoạn 1998–99, bà học và thực tập ở Đức, và là Bí thư Chi bộ Thực tập sinh trường Đại học Duisburg-Essen thuộc Đảng ủy tại Đức. Tháng 1 năm 2000, bà trở về Nghệ An, được bổ nhiệm làm Chuyên viên Phòng Kế hoạch Miền núi của Sở Kế hoạch và Đầu tư tỉnh, sau đó 1 năm thì được điều sang dự án "Hạ tầng cơ sở nông thôn dựa vào cộng đồng" (CBRIP) làm Kế toán trưởng. Tháng 10 năm 2003, bà là Phó Chánh Văn phòng Sở, kiêm Kế toán trưởng dự án CBRIP, Trưởng Ban Nữ công Sở, đến tháng 5 năm 2004 thì được điều tới một dự án khác là "Hạ tầng cơ sở nông thôn dựa vào cộng đồng" làm Kế toán trưởng, hàm Phó phòng. Vào tháng 10 năm 2010, bà là Đảng ủy viên Sở, Ủy viên Ban Chấp hành Công đoàn tỉnh, Phó Ban Nữ công quần chúng Công đoàn viên chức Nghệ An, và là Phó Trưởng phòng Kế hoạch Công nghiệp và Dịch vụ Sở, sau đó 1 năm thì là Phó Chủ tịch Công đoàn Sở, Giám đốc Trung tâm xúc tiến đầu tư và tư vấn phát triển Nghệ An. Cuối năm 2013, bà được bổ nhiệm làm Phó Giám đốc Sở Kế hoạch và Đầu tư Nghệ An, kiêm Chủ tịch Công đoàn Sở.
Tháng 12 năm 2014, Võ Thị Minh Sinh được điều về huyện Quỳ Hợp, nhậm chức Phó Bí thư Huyện ủy, Chủ tịch Ủy ban nhân dân huyện Quỳ Hợp. Sang tháng 8 năm sau, bà thăng chức làm Bí thư Huyện ủy, đến tháng 10 cùng năm tại Đại hội Đảng bộ tỉnh Nghệ An lần thứ XVIII, nhiệm kỳ 2015–2020 thì được bầu làm Ủy viên Ban Chấp hành Đảng bộ tỉnh, rồi Đại biểu Hội đồng nhân dân tỉnh nhiệm kỳ 2016–2021. Cuối năm 2016, bà được điều lên tỉnh, nhậm chức Phó Trưởng Ban Tổ chức Tỉnh ủy Nghệ An. Vào tháng 6 năm 2019, bà được bầu bổ sung vào Ban Thường vụ Tỉnh ủy, sau đó được phân công, giới thiệu và được bầu làm Bí thư Đảng đoàn, Chủ tịch Ủy ban Mặt trận Tổ quốc Việt Nam tỉnh Nghệ An nhiệm kỳ 2019–2024. Tháng 10 năm 2020, tại Đại hội Đảng bộ tỉnh Nghệ An lần thứ XIX, nhiệm kỳ 2020–2025, bà tái đắc cử Thường vụ Tỉnh ủy. Sang năm 2021, bà ứng cử đại biểu quốc hội từ Nghệ An, bầu cử tại đơn vị bầu cử số 5 gồm thị xã Cửa Lò và các huyện Diễn Châu, Nghi Lộc, rồi trúng cử Đại biểu Quốc hội khóa XV với tỷ lệ 89%. Trong nhiệm kỳ này, bà cũng là Chủ tịch Nhóm nữ đại biểu Quốc hội và Hội đồng nhân dân tỉnh Nghệ An.
Ngày 17 tháng 3 năm 2025, Tỉnh ủy Nghệ An tổ chức hội nghị công bố và trao quyết định của Ban Bí thư Trung ương Đảng về công tác cán bộ. Tại hội nghị, ông Nguyễn Đức Trung, Bí thư Tỉnh ủy Nghệ An đã trao quyết định của Ban Bí thư Trung ương Đảng, chuẩn y chức vụ Phó Bí thư Tỉnh ủy Nghệ An nhiệm kỳ 2020 - 2025 cho bà Võ Thị Minh Sinh.